# Louis Jasieński
Pour les articles homonymes, voir Jasieński.
Louis Jasieński (Ludwik), né le 10 octobre 1800 et mort en 1842, est un prêtre dominicain et insurgé polonais de la révolution du 29 novembre 1830.

## Biographie
Fils de Jean Jasieński et Barbe Laskowska, Louis Jasieński étudie au collège de Grodno. Il choisit l'état ecclésiastique pour garder une liberté sous le joug de fer de la Russie, puisque le clergé est resté fidèle à la nationalité polonaise.
Le 1er juillet 1818 il prend l'habit dominicain. Il est ordonné prêtre le 20 janvier 1824, chargé de missions diverses en Lituanie et Russie blanche.
Il se fixe dans la ville de Oszmiana, près de Wilno. Ses prêches patriotes remuent des passions pour tous les Lituaniens. Lorsqu'éclate la révolution du 29 novembre, son rôle d’apôtre devient plus militant et réveillant son courage, il fait sonner le tocsin dans toutes les églises et s’élance, drapeau en main à la tête du peuple, jusque devant les casernes. Il propose aux Russes de se rendre, puis passant de la prière aux menaces, appuyé par une foule déterminée, la garnison russe se rend aux insurgés.
Wazynski, fraîchement nommé chef de l'insurrection, souhaite tirer profit du zèle de Jasieński et l'envoie prêcher dans les villages qui dès lors s'arment et marchent pour le combat.
Croix à la main, il guide le peuple à Vichnieva, Rum, Vileïka, Hlybokaïe et Koczergiszki. Il croise le général Giełgud qui vient de percer avec son armée le territoire lituanien. Jasieński devient alors aumônier du 12e de lanciers.